# Givskud
Givskud er en lille by i Sydjylland med 612 indbyggere  (2024), beliggende i Givskud Sogn. Byen ligger i Vejle Kommune og hører til Region Syddanmark.
Udover Givskud Kirke bestod den kun af nogle få gårde, en skole og en præstegård i 1800-tallet. Senere kom også en kro til. Det var dog først omkring 1969 at landsbyen for alvor fik opmærksomhed. Dette år startede Givskud Zoo under navnet Løveparken Givskud og var en nyskabelse indenfor zoologiske haver, idet de besøgende kunne køre rundt blandt løver i egne privatbiler. Senere kom der også giraffer, næsehorn, bisoner og elefanter til og haven rummer i dag mere end 70 forskellige dyrearter. Givskud Zoo er i dag en meget stor attraktion i Jylland.
Givskud ligger ca. 20,8 kilometer nordvest for regionshovedbyen Vejle og omtrent 8,4 kilometer sydøst for hedebyen Give.
Umiddelbart øst for Givskud ligger Bjerlev Hede, hvor en kærvspids af flint er fundet. Spidsen anses for Danmarks ældste jagtredskab og er udstillet på Nationalmuseet.